# MUMPS
MUMPS lub M (Massachusetts General Hospital Utility Multi-Programming System) – język programowania stworzony w USA w latach 60. XX wieku przez Massachusetts General Hospital, związany z Harvard Medical School. Jest to język wysokiego poziomu stworzony jako alternatywna dla ówczesnych, trudnych języków takich jak Fortran czy COBOL. M umożliwiał między innymi zarządzanie danymi z implementacją transakcyjności oraz zasad ACID.